# Peter Toschek

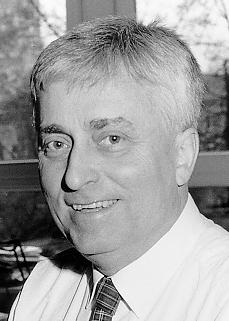
Peter Toschek, vor 1998

Peter E. Toschek (* 18. April 1933 in Hindenburg, Oberschlesien; † 25. Juni 2020 in Hamburg) war ein deutscher Physiker und Hochschullehrer. Er befasste sich mit Atomphysik, Quantenoptik und der Physik des Lasers und war Professor an der Universität Hamburg. Er gilt als einer der Pioniere der Laser-Spektroskopie und wurde bekannt durch die von ihm erstmals verwirklichte Speicherung einzelner isolierter Atome (Ionen) in einer experimentell kontrollierten Umgebung.

## Leben
Peter Toschek, Sohn von Maria Toschek, geborene Koj, und des Fleischermeisters Ernst Toschek, studierte Physik an den Universitäten in Göttingen (1951–1954) und Bonn (1954–1957), wo er 1957 das Studium als Diplom-Physiker abschloss und 1961 bei Wolfgang Paul mit einer Dissertation zur Streuung von Galliumatomen in definierten Zeeman-Zuständen an Argon und Helium zum Dr. rer. nat. promoviert wurde. 1963 gründete er als Wissenschaftlicher Assistent am Institut für Angewandte Physik der Universität Heidelberg die erste deutsche Forschungsgruppe für Laser-Spektroskopie. Diesem Arbeitskreis schloss sich bald auch Theodor Hänsch an, 1969 bei Toschek promoviert wurde.
Toschek habilitierte sich 1968 und wurde 1972 Professor in Heidelberg. 1981 wurde er als Professor für Physik (Optik und Atomphysik) an die Universität Hamburg berufen, wo er seitdem tätig war und 1989/1991 mit Günter Huber das Institut für Laser-Physik gründete. Von 1977 bis 1982 gehörte Toschek dem Vorstand der Arbeitsgemeinschaft Quantenoptik der Deutschen Physikalischen Gesellschaft an, von 1980 bis 1990 war er Mitherausgeber von Optics Communications. Als Gastwissenschaftler arbeitete er unter anderem an der Stanford University (1972) bei Tony Siegman, am Laboratoire Aimé Cotton in Orsay, Frankreich, (1978/79) und als Fellow des Joint Institute for Laboratory Astrophysics (JILA) in Boulder, Colorado (1986/87). Peter Toschek blieb auch nach seiner Emeritierung 1998 am Institut für Laser-Physik wissenschaftlich aktiv.
Toschek war katholisch und starb im Alter von 87 Jahren am 25. Juni 2020.

## Wirken
Mit einem anderen Forscher entwickelte er die Sättigungsspektroskopie, und mit drei anderen Forschern machte er erstmals einzelne Atome (Ionen) sichtbar: Seit den 1960er-Jahren entwickelten Peter Toschek und Theodor Hänsch laserspektroskopische Verfahren wie die dopplerfreie Sättigungsspektroskopie und die höchstempfindliche Absorptionsspektroskopie im Laser-Resonator (ICAS). Sie beobachteten nicht-lineare Wechselwirkungen des Lichts mit Atomen, darunter die selbst-induzierte Transparenz eines Absorbers und die Erzeugung optischer Einzel-Schwingungen, sogenannte Solitonen. Toscheks Forschungsgruppe demonstrierte 1978 erstmals die Kühlung von Atomen durch Laser-Licht, kurz vor deren Beobachtung durch David Wineland und Mitarbeiter.
Nachdem Peter Toschek und Hans Georg Dehmelt 1975 die Darstellung und Beobachtung einzelner atomarer Ionen vorgeschlagen hatten,
zeigten 1979 Werner Neuhauser, Martin Hohenstatt und Peter Toschek erstmals die Speicherung und Untersuchung eines einzelnen, mit Laser-Licht gekühlten Atoms (eines Barium-Ions) in einer Paul’schen Ionenfalle. Damit wurde die direkte wiederholte Beobachtung, Manipulation und spektroskopische Untersuchung einzelner Atome möglich. An derart präparierten Einzel-Ionen gelang Toschek und Mitarbeitern 1986 erstmals die Beobachtung der von Niels Bohr vorhergesagten Quantensprünge, gleichzeitig mit und unabhängig von deren Beobachtung durch Hans Georg Dehmelt und Mitarbeiter. Weitere Arbeiten betrafen die erstmalige Demonstration eines Zwei-Photonen-Lasers (1981), die Eliminierung des Quantenrauschens (im Differenzfrequenz-Signal zweier Laser-Emissionslinien) mittels korrelierter Spontan-Emission (1990), die stochastische Kühlung einzelner Ionen (1995), die Beobachtung der Schwingungs-Dynamik eines gespeicherten Ions (1998), die Demonstration der Atominterferometrie an einem einzelnen Atom (1999) und den unzweideutigen Nachweis des Quanten-Zeno-Effekts (2000).
Zu Toscheks Mitarbeitern zählten, neben anderen, Bernd Appasamy, Valery Baev, Rainer Blatt, Klaus-Jochen Boller, Philippe Courteille, Jürgen Eschner, Theodor Hänsch und Werner Neuhauser.

## Auszeichnungen
1990 erhielt Peter Toschek den Robert-Wichard-Pohl-Preis der Deutschen Physikalischen Gesellschaft (DPG). Ab 1994 war er Mitglied der Akademie der Wissenschaften in Hamburg. 2002 wurde er Fellow der Optical Society of America. Für 2015 wurde ihm der Herbert-Walther-Preis der DPG zugesprochen.

## Veröffentlichungen (Auswahl)
- mit Werner Neuhauser: Einzelne Ionen für die dopplerfreie Spektroskopie. In: Physikalische Blätter. Band 36, Nr. 7, 1. Juli 1980, S. 198–202, doi:10.1002/phbl.19800360714.
- Das Einzelion — Quantenpräparat und Idealuhr. In: Physikalische Blätter. Band 46, Nr. 7, 1. Juli 1990, S. 213–219, doi:10.1002/phbl.19900460706.
- Peter Toschek: Was enthüllt ein beobachtetes Atom seinem Beobachter?, in: Berichte aus den Sitzungen der Joachim Jungius-Gesellschaft der Wissenschaften e. V., Hamburg. Jahrgang 23 (2005), Heft 1. Vandenhoeck & Ruprecht, Göttingen 2005, ISBN 3-525-86329-2.